# Kamionka (powiat sieradzki)
Kamionka – wieś w Polsce położona w województwie łódzkim, w powiecie sieradzkim, w gminie Burzenin.
W latach 1954–1968 wieś należała do gromady Niechmirów, po jej zniesieniu, należała i była siedzibą władz gromady Kamionka. W latach 1975–1998 miejscowość należała administracyjnie do województwa sieradzkiego. Leży 9 km na południowy zachód od Burzenina. Wieś zajmuje powierzchnię 478 ha. Mieszkają tu 253 osoby w 69 gospodarstwach. We wsi jest Wiejski Ośrodek Zdrowia, hurtownia mrożonek, pieczarkarnia i OSP.